# Обстріли дамби Карачунівського водосховища
Обстріли дамби Карачунівського водосховища — терористичний акт, що вчинений російськими окупантами 14 та 16 вересня 2022 року в ході широкомасштабного вторгнення в Україну.

## Перебіг подій
14 вересня 2022 року, близько 17:00, російські окупанти вчинили ракетний обстріл Кривого Рогу, випустивши по місту щонайменше 7 ракет «Іскандер» та гіперзвуковий ракетний комплекс «Кинджал», 6 із яких завдали удару в районі Карачунівського водосховища. Після ракетного обстрілу рівень води у річці Інгулець виріс на 1-2 метри, внаслідок чого було підтоплено 112 приватних будинків.
Внаслідок ракетного удару У Кривому Розі виникли перебої із водопостачанням у декількох районах міста. Окрім того, без водопостачання залишилися близько 5000 жителів Софіївської селищної громади та 7000 жителів Лозуватської сільської громади.

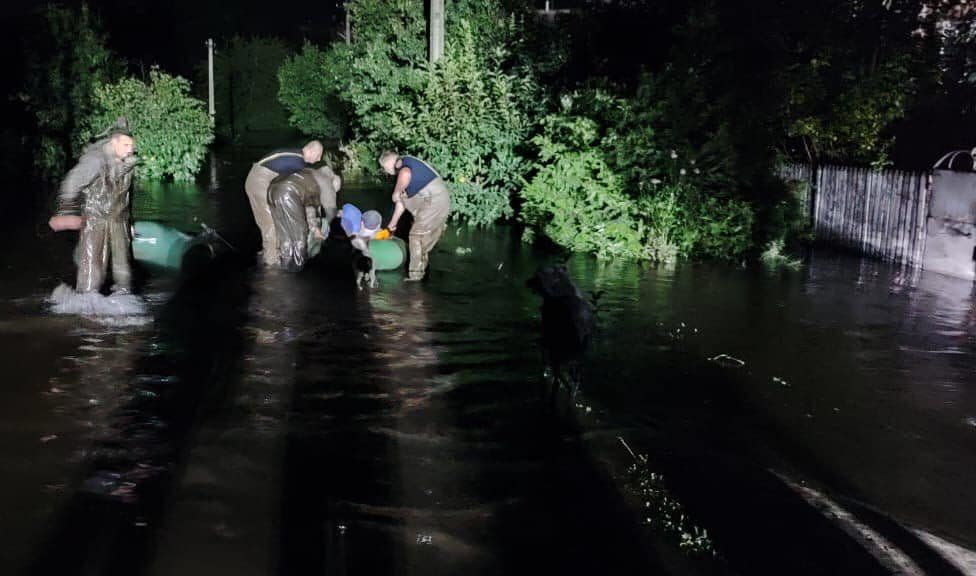
Повінь після ракетного удару по дамбі

15 вересня 2022 року, опівночі, голова ради оборони Кривого Рогу Олександр Вілкул оголосив часткову евакуацію з двох районів Кривого Рогу через підйом рівня води у річці Інгулець до історичного максимуму.
Екстреним службам довелося зробити два контрольовані підриви на дамбі нижче за течією, щоб збільшити пропускну спроможність річки Інгулець та знизити рівень води.
16 вересня, на третій день після ракетного удару, у річці Інгулець вода забарвилася у червоний колір. У ЗМІ зробили припущення, що це стало наслідком зміни річища річки та її течії по глиняних ґрунтах Шлюзи дамби, на яку прийшовся ракетний удар, засипали бутом, суглинком і щебенем. Окрім того, у Кривому Розі було стабілізовано водопостачання.
Голова Дніпропетровської обласної державної адміністрації Валентин Резніченко повідомив, що по обіді 16 вересня 2022 року росіяни завдали чергового удару по критичній інфраструктурі, внаслідок чого зазнали серйозних руйнувань гідротехнічні споруди Міністр захисту довкілля та природних ресурсів України Руслан Стрілець повідомив, що руйнування гідротехнічної захисної споруди Карачунівського водосховища може спричинити техногенну катастрофу з тяжкими наслідками для довкілля і людей.

## Реакції про злочин
Президент України Володимир Зеленський заявив, що Росія вчинила спробу затопити Кривий Ріг:
|                                          | Країна-терорист і далі воює проти мирного населення. Цього разу — ракетні удари по гідротехнічних спорудах і спроба затопити Кривий Ріг. Все, що можуть окупанти, — це посіяти паніку, створити надзвичайну ситуацію, спробувати залишити людей без світла, тепла, води та їжі. |
| — Володимир Зеленський, 14 вересня 2022, | |

Керівник військової адміністрації Кривого Рогу Олександр Вілкул також заявив про спробу росіян затопити Кривий Ріг:
|                                      | Шановні криворіжці, сьогодні русня вчинила ще один терористичний акт. Вісьмома крилатими ракетами вдарила по дуже великій гідротехнічній споруді у Кривому Розі. Намагання — змити просто водою частину нашого міста. |
| — Олександр Вілкул, 15 вересня 2022, | |

Інститут вивчення війни заявив, що Росія здійснила ракетний обстріл дамби, щоб стримати контрнаступ ЗСУ на півдні України, перешкодивши майбутнім операціям Збройних Сил України на річці Інгулець.